# X Trianguli Australis
X Trianguli Australis (X TrA) es una estrella variable en la constelación del Triángulo Austral.
De magnitud aparente media +5,63, se encuentra a una distancia de 1170 años luz del sistema solar, aunque el error en la medida es de casi el 16%.
X Trianguli Australis es una estrella de carbono de tipo espectral CV5, una de las pocas observables a simple vista, entre las que también cabe señalar a R Leporis y TX Piscium.
Tiene una temperatura efectiva de solamente 2710 K y brilla con una luminosidad aproximadamente 6000 veces superior a la luminosidad solar, la mayor parte de su energía radiada como luz infrarroja.
En banda K —en el infrarrojo cercano— es tan brillante como Procyon (β Canis Minoris) o Tarazed (γ Aquilae), mientras que en banda B solamente tiene magnitud +9,02.
De gran tamaño, X Trianguli Australis posee un radio 400 veces más grande que el radio solar, equivalente a 1,9 UA.
En el momento de su nacimiento su masa era unas tres veces superior a la masa solar, y ahora es una estrella en una avanzada etapa evolutiva.
Concluida la fusión de su helio central, contiene un núcleo de carbono-oxígeno en contracción.
En las estrellas de carbono, al contrario que en la mayor parte de las estrellas, el contenido de carbono es mayor que el de oxígeno, siendo en el caso de X Trianguli Australis la relación carbono/oxígeno igual a 1,17.
Asimismo y como todas las estrellas de carbono, X Trianguli Australis pierde masa estelar, siendo dicha pérdida 10 millones de veces mayor que la que experimenta el Sol por medio del viento estelar.
Catalogada como variable irregular de tipo LB, la variación de brillo de X Trianguli Australis es de 1,35 magnitudes.